# Harrison Gray Otis (Verleger)

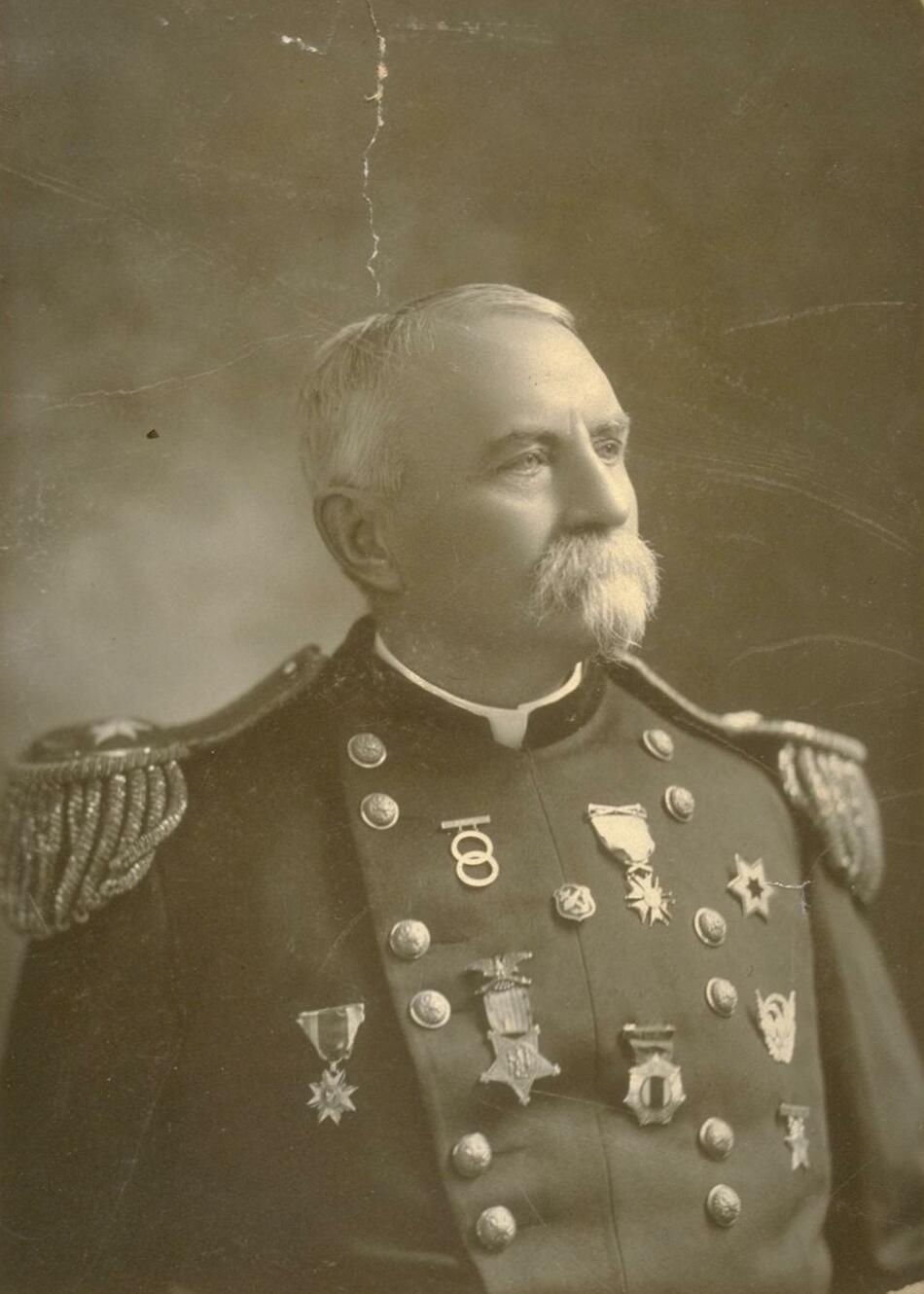
Harrison Gray Otis

Harrison Gray Otis (* 10. Februar 1837 auf einer Farm nahe Marietta, Ohio; † 30. Juli 1917 in Los Angeles, Kalifornien) war ein US-amerikanischer Verleger. Er war der zweite Herausgeber der Los Angeles Times.

## Leben
Otis war Teil des Nationalkonvents der Republikaner, die Abraham Lincoln zum Präsidentschaftskandidaten ihrer Partei nominierten. Er kämpfte im Regiment von William McKinley im Bürgerkrieg auf Seiten der Union. Nach dem Krieg arbeitete er als Editor, bevor er nach Kalifornien zog. Bevor er zur Los Angeles Times ging, arbeitete er bei verschiedenen kleineren Zeitungen. Als 1898 der Spanisch-Amerikanische Krieg ausbrach, fragte er seinen ehemaligen Vorgesetzten McKinley, der inzwischen Präsident geworden war, um eine Stelle als Assistant Secretary of War. Jedoch wurde Otis vom amtierenden Secretary of War Russell A. Alger abgelehnt, und so stellte er sich wieder als Freiwilliger im Krieg zur Verfügung. Da Otis auf den Philippinen eingesetzt war, war er bei keiner Kampfhandlung des Spanisch-Amerikanischen Krieges dabei, kommandierte aber einige Armeen im Philippinisch-Amerikanischen Krieg. Nach dem Krieg kehrte er an seine Position als Herausgeber der Los Angeles Times zurück. Er war maßgeblich am Wachstum von Los Angeles beteiligt. So war er als Mitglied des San Fernando Syndicate, einer Gruppe Investoren, die durch Insiderinformationen herausbekamen, dass durch den Bau des Los Angeles Aqueducts das San Fernando Valley bewohnbar gemacht werden sollte. Otis benutzte die Zeitung, um durch falsche Informationen die Ängste der Leute zu schüren, damit sie bei der Volksabstimmung zum Bau des Aquädukts dafür stimmten. Der Ehemann seiner Tochter Marian Otis Chandler, Harry Chandler, wurde sein Nachfolger als Herausgeber der Zeitung.
Otis war ein streng konservativer Republikaner. Er glaubte fest an die Ideale des freien Marktes und war den Gewerkschaften gegenüber feindlich gesinnt, womit er auch seine Zeitung, die Los Angeles Times, dazu benutzte. Seine feindliche Haltung führte im Jahre 1910 sogar zu einem Bombenattentat der Gewerkschaften auf sein Redaktionsgebäude, bei dem das Gebäude zerstört wurde und 21 Menschen ums Leben kamen.

## Weblink
- Biografie über Harrison Gray Otis

| Personendaten    | Personendaten              |
| ---------------- | -------------------------- |
| NAME             | Otis, Harrison Gray        |
| KURZBESCHREIBUNG | US-amerikanischer Verleger |
| GEBURTSDATUM     | 10. Februar 1837           |
| GEBURTSORT       | bei Marietta, Ohio         |
| STERBEDATUM      | 30. Juli 1917              |
| STERBEORT        | Los Angeles, Kalifornien   |